# Tour Adria
A Tour Adria felhőkarcoló a párizsi La Défense negyedben, Courbevoie-ban. 1999-ben épült; a közeli Tour Égée ikertornya. A két épület csak külső bevonatukban különbözik: a Tour Égée fehér, míg a Tour Adria fekete színű.
A torony két részre oszlik:
- Négy parkolási szint, összesen 615 parkolóhely;
- Az épület többi része, amely felhőkarcolónak minősül[2]